# Anton Tomašič
Anton Tomašič, slovenski televizijski in filmski režiser, * 26. april 1937, Gradac v Beli Krajini.
Anton Tomašič je filmsko in TV režijo študiral na AGRFT v Ljubljani. Že kot absolvent se je leta 1966 zaposlil na RTV Slovenija. Posnel je vrsto TV dram, nanizank in nadaljevank ter nekaj celovečernih filmov.

## Filmi
- Vrnitev (1976) • celovečerna igrana TV drama
- Kormoran (1986)
- Čisto pravi gusar (1987)
- Trinajstica (1989) • celovečerni igrani TV film
- Primer Feliks Langus ali Kako ujeti svobodo (1991) • celovečerni igrani TV film
- Peklenski načrt (1992) • TV film
- Predsednik (1993) • celovečerni igrani TV film
- Mira (1995) • kratki igrani TV film
- Rabljeva freska (1995)

## TV igre, drame in serije
- Vijavajaringaraja (1967) otroška TV nanizanka
- Trapollo HH 33 (1969) otroška TV nadaljevanka
- Primožev dnevnik (1969) otroška TV nanizanka
- Starši naprodaj (1969) otroška TV igra
- Nina in Ivo (1971) otroška TV nadaljevanka
- Avtostop (1973) TV igra
- Vest in pločevina (1974) TV nanizanka
- Gorjupa bajta (1975) TV igra
- Žive vezi (1975) TV nadaljevanka
- Sobota dopoldan (1976) TV igra
- Slike iz leta 1941 (1982) miniserija v treh delih
- Matjon (1983) TV igra
- Resnični obraz Anite Novak (1984) TV nadaljevanka
- Recepcija (1985) TV igra
- Rajni takrat (1985) TV drama
- Vmesni čas (1987) • TV drama
- Zrcalo (1990) TV drama
- Marki Groll (1992) TV igra
- Obsojen na svobodo (1994) • TV drama
- Dosjeji J. K. (1995) TV nadaljevanka
- Poredušov Janoš (1997) TV igra
- Gala (1997) TV igra
- Obsojena (2000) TV igra

## Nagrade
- 1977 − nagrada Prešernovega sklada, za režijo TV drame Janka Messnerja Vrnitev
- 2024 − nagrada Franceta Štiglica za življenjsko delo na področju TV režije